# Article 9 de la Constitution belge
L'article 9 de la Constitution de la Belgique fait partie du titre II Des Belges et de leurs droits. Il définit que la naturalisation est une prérogative exclusive du pouvoir législatif fédéral.
Il date du 7 février 1831 et était à l'origine — sous l'ancienne numérotation — l'article 5. L'alinéa deux a été supprimé par la loi de révision du 1er février 1991.

## Texte de l'article actuel
« La naturalisation est accordée par le pouvoir législatif fédéral. ».